# San Cesario sul Panaro

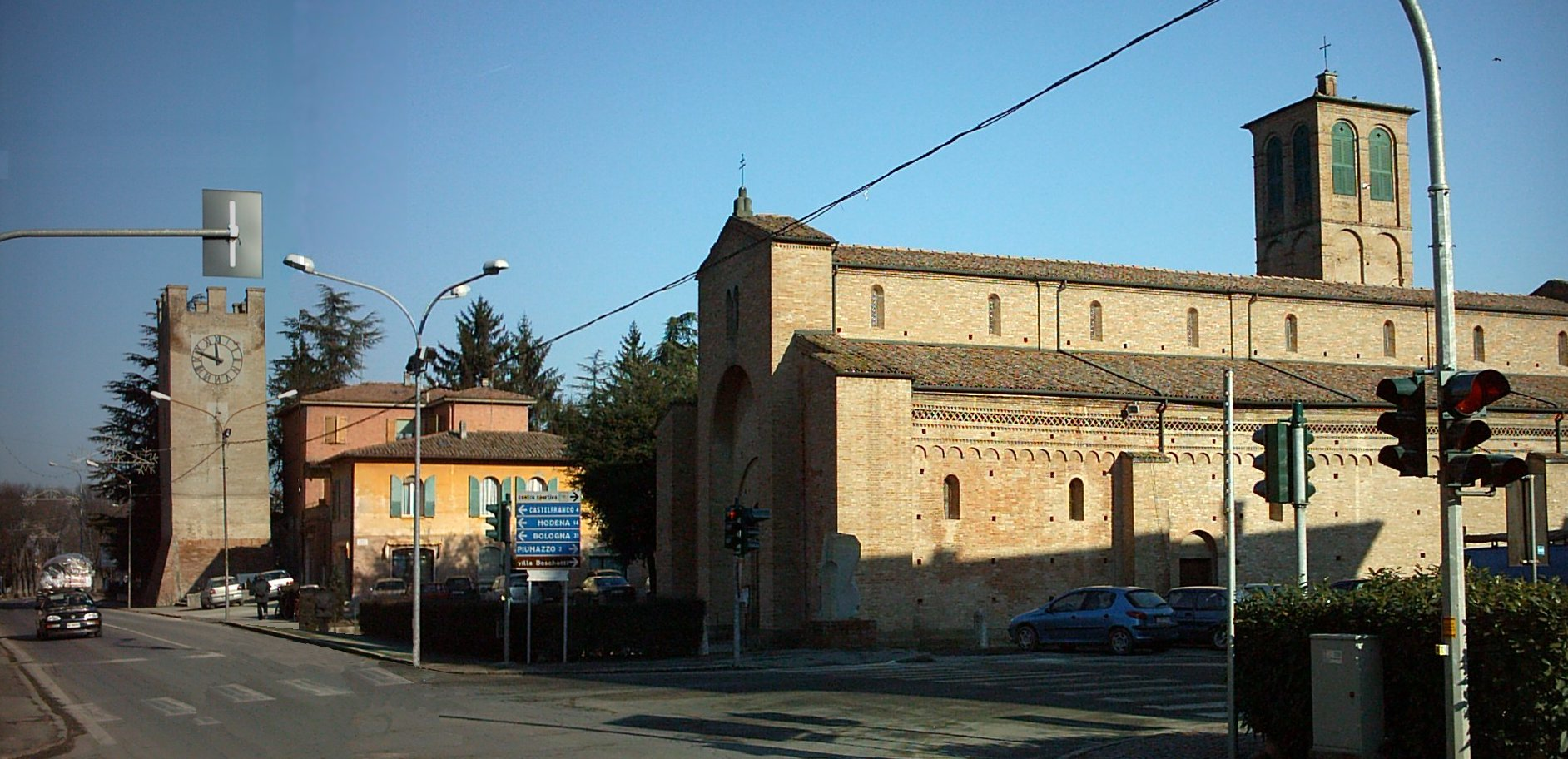
Centrum van San Cesario sul Panaro

San Cesario sul Panaro is een gemeente in de Italiaanse provincie Modena (regio Emilia-Romagna) en telt 5608 inwoners (31-12-2004). De oppervlakte bedraagt 27,4 km², de bevolkingsdichtheid is 196 inwoners per km².
De volgende frazioni maken deel uit van de gemeente: S. Anna, Altolà, Ponte S. Ambrogio.

## Demografie
San Cesario sul Panaro telt ongeveer 2233 huishoudens. Het aantal inwoners steeg in de periode 1991-2001 met 2,2% volgens cijfers uit de tienjaarlijkse volkstellingen van ISTAT.
| Jaar | Inwoneraantal |
| ---- | ------------- |
| 1991 | 5188          |
| 2001 | 5302          |

## Geografie
De gemeente ligt op ongeveer 33-77 m boven zeeniveau.
San Cesario sul Panaro grenst aan de volgende gemeenten: Castelfranco Emilia, Modena, Savignano sul Panaro, Spilamberto en Valsamoggia (BO).
De fabriek van Pagani is hier gevestigd.